# El príncep i el captaire
El príncep i el captaire (títol original: Crossed Swords) és una pel·lícula dels Estats Units dirigida per Richard Fleischer, adaptació de El príncep i el pobre de Mark Twain estrenada el 1978. Ha estat doblada al català.

## Argument
Cap a la meitat del segle xvi, el príncep hereu d'Anglaterra, un nen, ha canviat la seva roba amb la d'un company del poble que s'hi assembla molt. I el petit pobre, en despit, és coronat a la mort del sobirà.

## Repartiment
- Oliver Reed: Miles Hendon
- Raquel Welch: Lady Edith
- Mark Lester: príncep Edward / Tom Canty
- Charlton Heston: Enric VIII
- Ernest Borgnine: John Canty
- Rex Harrison: el Duc de Norfolk
- George C. Scott: L'home ferit
- David Hemmings: Hugh Hendon
- Harry Andrews: Hertford
- Murray Melvin: El valet del príncep
- Lalla Ward: Princesa Elizabeth
- Felicity Dean: Lady Jane Grey
- Sybil Danning: La mare de John Canty
- Graham Stark: Jester
- Preston Lockwood: pare Andrew
- Harry Fowler: Nipper
- Richard Hurndall: L'arquebisbe Cranmer